# Rinaldo Piscicello
Rinaldo Piscicello (Nápoles, 1415 - Roma, 4 de julio de 1457) fue un eclesiástico italiano, arzobispo de Nápoles y cardenal. 

## Biografía
Hijo de Nicola Piscicello y de Maria d'Alagni, fue canónigo de la catedral de Nápoles y después vicario de la archidiócesis y protonotario apostólico.  
Consejero del rey Alfonso I, Nicolás V le nombró arzobispo de Nápoles en 1451 y abad comendatario de San Pietro all'Altare, y Calixto III le creó cardenal del título de Santa Cecilia en el consistorio del 17 de diciembre de 1456.
Fallecido en Roma siete meses después a los cuarenta y dos años de edad, su cuerpo fue trasladado a Nápoles y sepultado en la catedral.